# Falanga (cognome)
Falanga è un cognome di lingua italiana.

## Varianti
Falanca, Fallanca, Fallanga, Palanca, Pallanca.

## Origine e diffusione
Il cognome è tipicamente meridionale.
Potrebbe derivare dal dialettale falanca, "palanca". È affine al cognome Barca.
Le varianti Falanca, Fallanca e Fallanga sono meridionali; Palanca è centro-settentrionale.

## Persone
- Vincenzo Falanga – cognome italiano